# Arioneștii Noi, Prahova
Arioneștii Noi este o localitate componentă a orașului Urlați din județul Prahova, Muntenia, România.
Așezarea este atestată documentar în 1847.
În 1838, satul făcea parte din plasa Tohani, județul Saac, avea 45 de gospodării și 153 de locuitori.